# António Augusto de Aguiar
António Augusto de Aguiar (Lisboa, 5 de Setembro de 1838 – Lisboa, 4 de Setembro de 1887) foi professor, político, cientista e grão-mestre da Maçonaria portuguesa.

## Biografia
Nascido na Calçada do Duque, freguesia de Santa Justa (Lisboa), era filho de António Ezequiel de Aguiar e de D. Maria Ifigénia dos Santos Bastos Aguiar.
Foi professor de Química na Escola Politécnica de Lisboa, onde se formou, e no Instituto Industrial e Comercial de Lisboa, onde foi Director. Autor de numerosa bibliografia, nomeadamente sobre Química e Enologia, foi Sócio da Academia Real das Ciências de Lisboa e Presidente da Sociedade de Geografia de Lisboa, onde se destacou, e reputado homem de Ciência. Como político, foi Deputado pelo Partido Regenerador, em 1879, Par do Reino e Ministro das Obras Públicas, Comércio e Indústria entre 1883 e 1885, no governo de Fontes Pereira de Melo, distinguindo-se pela criação de escolas profissionais e museus industriais e comerciais.
Foi um dos principais responsáveis para a melhoria do vinho português. Investigador reconhecido a nível internacional, também publicou vários estudos em revistas alemães e francesas.
Iniciado na Maçonaria em data desconhecida de 1862 na Loja União Portuguesa, de Lisboa, afecta ao Grande Oriente Lusitano, adoptou o nome simbólico de Frédéric Bastiat, sendo eleito 15.º Soberano Grande Comendador do Supremo Conselho afecto ao Grande Oriente Lusitano e 4.º Grão-Mestre do Grande Oriente Lusitano em Março de 1886, com tomada de posse dois meses depois, em Maio, e falecendo durante o exercício do mandato, em 1887. No seu curto Grão-Mestrado, desenvolveu grande actividade de propaganda maçónica, contribuindo para a reforma do Asilo de São João e da educação das raparigas.
Faleceu aos 49 anos, em 4 de Setembro de 1887, na sua residência da Rua de São Bernardo, 132, da freguesia de Santa Isabel (Lisboa), deixando dois filhos e a esposa. D. Virgínia Eduarda Xavier Serra de Aguiar. Encontra-se sepultado em jazigo de família, no Cemitério dos Prazeres.